# Cantón de Mazamet-Suroeste
El cantón de Mazamet-Suroeste era una división administrativa francesa, que estaba situada en el departamento de Tarn y la región de Mediodía-Pirineos.

## Composición
El cantón estaba formado por tres comunas, más una fracción de la comuna que le daba su nombre:
- Aiguefonde
- Aussillon
- Caucalières
- Mazamet (fracción)

## Supresión del cantón de Mazamet-Suroeste
En aplicación del Decreto n.º 2014-170 de 17 de febrero de 2014, el cantón de Mazamet-Suroeste fue suprimido el 22 de marzo de 2015 y sus 4 comunas pasaron a formar parte; tres del nuevo cantón de Mazamet-1 y la fracción de la comuna que le daba su nombre se unió con la otra fracción para que, por medio de una reestructuración cantonal, fueran creados los nuevos cantones de Mazamet-1 y Mazamet-2 Valle del Thoré.